# Paratge Natural Municipal de Fuente Bellido
El Paratge Natural Municipal de Fuente Bellido és un espai natural protegit sota la figura de Paratge natural municipal que abasta el vessant oest de la serra de Tortajada, al municipi valencià de Cases Altes (el Racó d'Ademús).
El paratge va estar protegit per acord del Consell de la Generalitat Valenciana el 13 de juliol de 2007 a iniciativa de l'Ajuntament de Cases Altes. Té una superfície de 1000,56 hectàrees.

## Valors paisatgístics, naturals i patrimonials[2]
El paratge de Fuente Bellido compren tot un espai caracteritzat pel relleu de llomes i moles del vessant occidental de la serra de Tortajada, en els contraforts de la serralada de Jabalambre; i que abaixa fins al riu Túria, a tocar del nucli de Cases Altes. Diverses rambles i barrancs moldejen aquest relleu com el barranc de los Tollos, el de la Umbría Negra o la rambla del Val. Les diverses fonts i brolladors que sorgeixen en el paratge donen una idea de l'important manantial que amaga aquest indret. Una d'aquestes fonts, la de Bellido, dona nom a tot el paratge per la seua singularitat.
La vegetació que domina és la del pinar de pi blanc (Pinus halepensis), amb presència d'exemplars de pinassa (Pinus nigra). S'aprecien també antics bancals de cultiu, fonamentalment d'ametlers i oliveres, molts reforestats o en procés de recolonització.

## Infraestructures
Dins dels Paratge Natural Municipal es pot gaudir de l'àrea recreativa de la Fuente Bellido on es localitza un brollador d'aigua que destaca per l'elevada qualitat de les seues aigües. Aquesta àrea compta amb un panell informatiu. També hi ha senyalitzades unes 4 rutes de senderisme, de les que 3 estan catalogades com a senders de petit recorregut i la quarta, Itinerari Municipal 'Senda de la Font de L'Hontanar' arranca des dels afores del poble de Cases Altes i travessa el paratge.